# Salorno
Salorno (alemany Salurn) és un municipi italià, dins de la província autònoma de Tirol del Sud. És un dels municipis del districte d'Überetsch-Unterland. L'any 2007 tenia 2.939 habitants. Comprèn les fraccions de Cauria (Gfrill) i Pochi (Buchholz). Limita amb els municipis de Kurtinig an der Weinstraße, Margreid an der Weinstraße, Montan, Neumarkt, Capriana, Cembra, Faver, Giovo, Grauno, Grumes, Mezzocorona, Roverè della Luna i Valda.

## Situació lingüística
| Pertinença lingüística (cens 2001) | 37,43% alemany |
| Pertinença lingüística (cens 2001) | 62,19% italià  |
| Pertinença lingüística (cens 2001) | 0,39% ladí     |

## Administració

Territori comunal

| Període | Identitat                | Partit                       |
| ------- | ------------------------ | ---------------------------- |
| 2000-   | Giorgio Marco Giacomozzi | Llista Vorschlag für Salurn) |